# 포드 모델 T

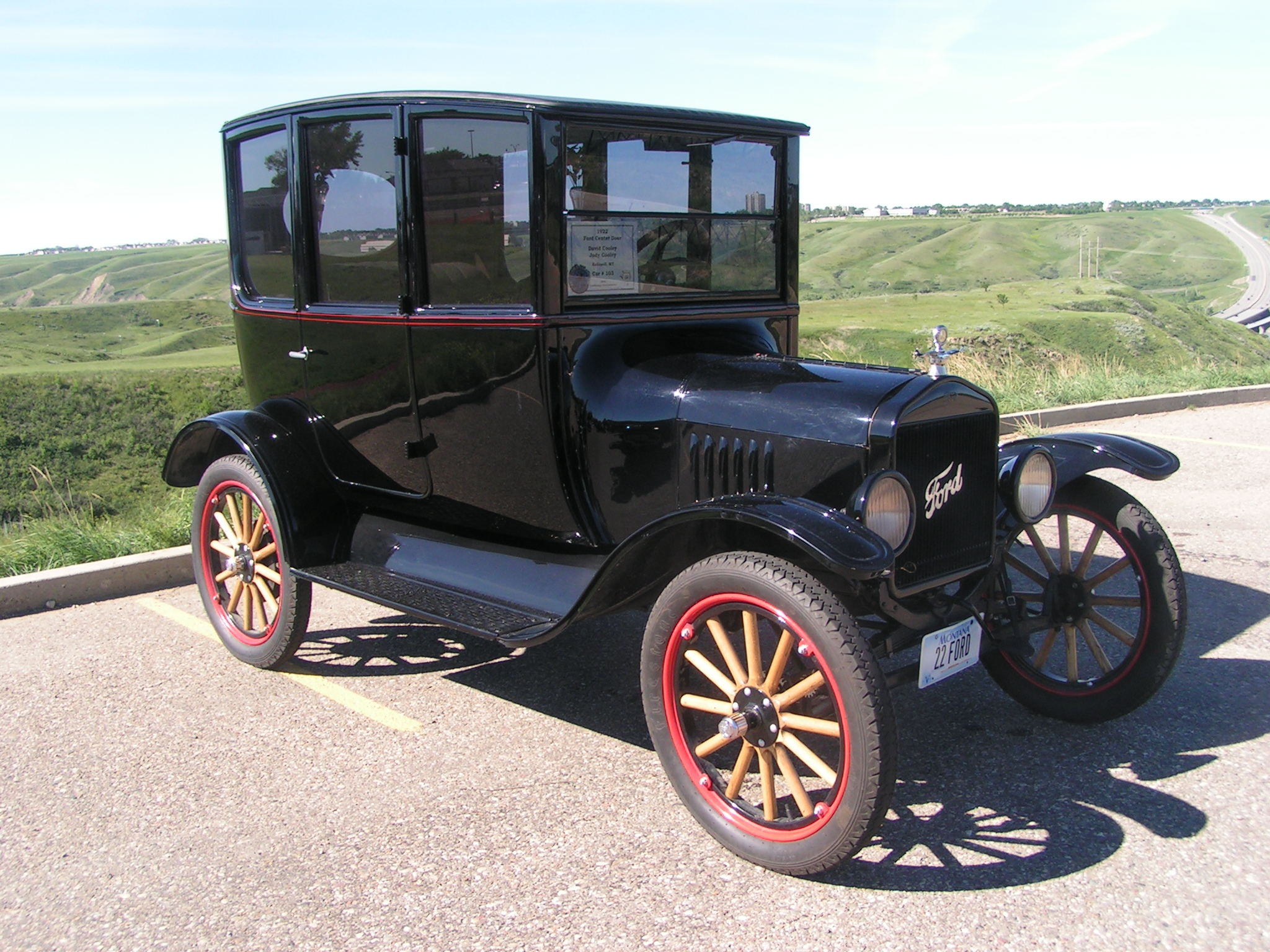
포드 모델 T

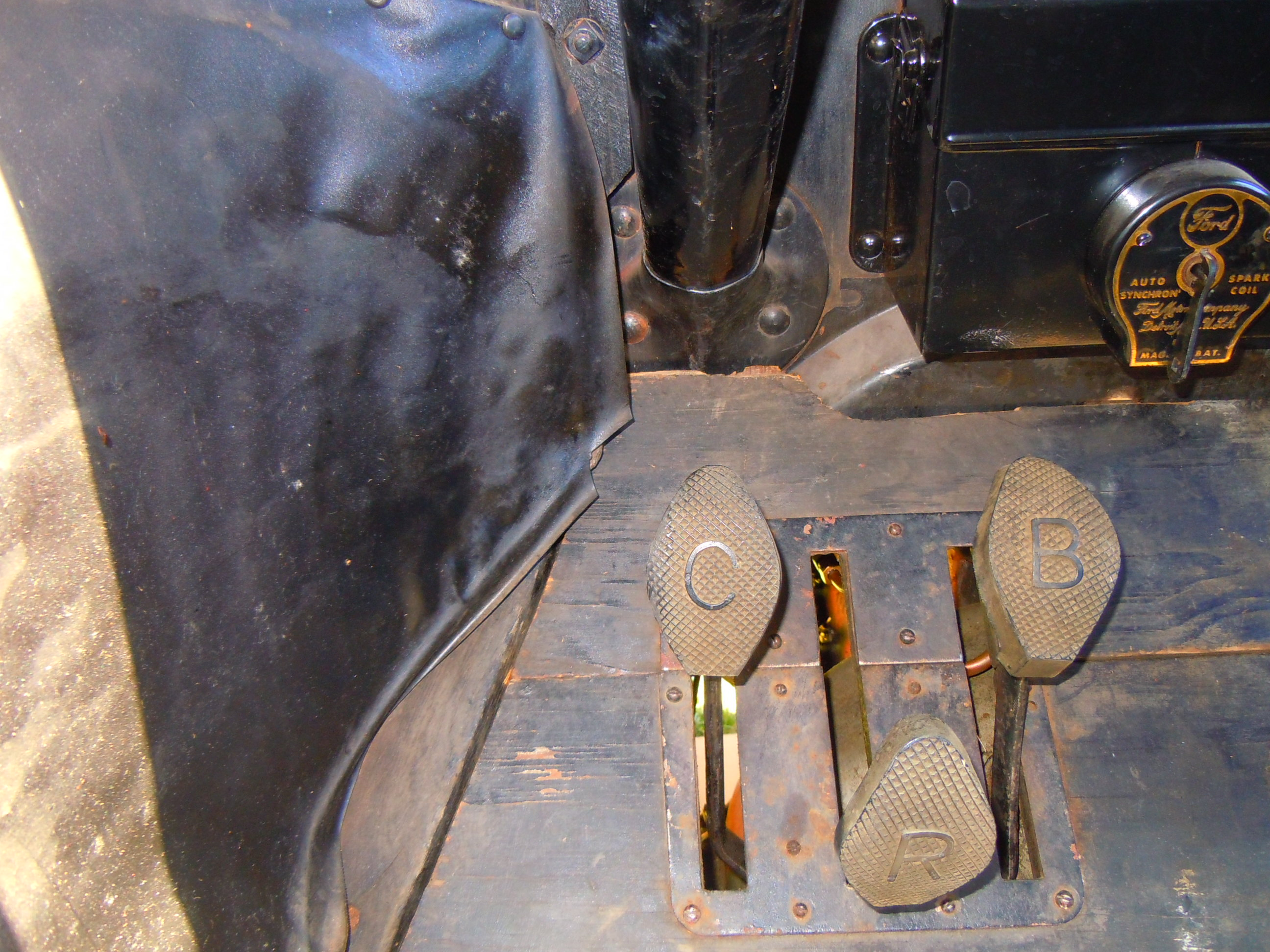
모델 T 페달. 왼쪽 페달은 클러치, 가운데 페달은 후진, 오른쪽 페달은 브레이크이다.

포드 모델 T(Ford Model T)는 1908년부터 1927년까지 포드 자동차 회사에서 제조/판매한 자동차로, "미국의 자동차 시대를 열다"(put America on wheels)라는 말이 있을 정도로 자동차의 대중화를 이끈 역사적인 자동차 모델이다. 모델 T가 이런 평가를 받을 수 있었던 데에는 혁신적인 조립라인에 의한 원가절감뿐만이 아니라, 자동차 가격은 일반 노동자나 서민들이 구매할 수 있을 정도로 낮아야 한다는 포드 자동차 회사의 판매 정책때문이었다. 당시 미국의 고급 자동차는 2,000달러에서 3,000달러 정도에 판매되고 있었는데, 모델 T의 가격은 850달러에 불과했고 이어 1920년대에는 300달러까지 떨어졌다(인플레이션을 감안해 2005년 기준으로 약 3,300달러).
헨리 포드는 1903년 포드 자동차 회사를 설립하면서부터 지속적으로 자체 모델을 제작해 왔다. 포드 모델 A부터 시작해서 19번째 모델인 포드 모델 S까지 제작했으나 그 중 일부는 양산 모델이 아니었다. 포드 모델 S는 이전까지 포드 자동차 회사에서 가장 큰 성공을 거두었던 포드 모델 N의 후속 모델이었다. 지속적인 모델을 계속 제작하던 포드 자동차 회사는 마침내 1908년 9월 27일 역사적인 모델 T를 미시간주 디트로이트에 위치한 피케트 공장(Piquette Plant)에서 생산을 시작하게 된다. 모델 T는 1927년 5월 26일까지 18년반 사이에 15,007,033대가 판매되었다. 이후 후속 차종인 모델 A로 대체되었다.

## 같이 보기
- 파이퍼 J-3 컵